# Juwayriyya bint al-Harith
Juwayriyya bint al-Ḥarith (in arabo جويرية بنت الحارث‎?; 606 – Medina, 676) è stata la sesta moglie di Maometto.
Soprannominata Madre dei Credenti, Juwayriyya sposò nel 626 il 56enne profeta quando aveva 20 anni.

## Provenienza familiare
Era figlia di al-Ḥārith ibn Abī Ḍirār, capo dei B. Muṣṭaliq (sottotribù dei Banu Khuza'a), che fu sconfitto assieme alla sua tribù da Maometto. Fu quando i musulmani tornarono dalla spedizione vittoriosa che avvenne l'episodio che coinvolse ʿĀʾisha, mettendone in dubbio l'onorabilità.

## Battaglia tra i musulmani e i Muṣṭaliq
La sua tribù d'appartenenza, i Muṣṭaliq, nel 627 si stava preparando ad assaltare Medina, ma i musulmani sospettarono il loro piano e rapidamente organizzarono una forza armata di 700 uomini che marciarono alla volta di al-Muraysīʿ, che ricopriva un'indubbia funzione strategica. La compagine medinese inviò allora un messaggio in cui invitavano i Banu Muṣṭaliq ad abbracciare l'Islam, ad abbandonare il loro atteggiamento ostile e a continuare a vivere in pace e sicurezza nelle loro terre. Invece però di accettare la conversione, i Banu Muṣṭaliq dichiararono guerra e colpirono uno dei guerrieri musulmani con una freccia e le ostilità ebbero quindi inizio.

## Cattura di Juwayriyya, schiavitù, affrancamento e matrimonio
Subendo perdite trascurabili, i musulmani uscirono vittoriosi dallo scontro. Tra i vari prigionieri nemici presi, figurava Juwayriyya, il cui marito, Muṣṭafa b. Ṣafwān, era caduto in battaglia. La donna fu inizialmente assegnata come preda bellica al Compagno del Profeta, Thābit b. Qays b. al-Shammās. Angosciata da ciò, Juwayriyya implorò Maometto perché le evitasse tutto ciò. Egli le propose allora di sposarlo ottenendo, come conseguenza legale, la riacquisizione della propria precedente condizione di donna libera e il miglioramento del trattamento riservato alla sua tribù, tutta resa in schiavitù.
Qualche tempo dopo anche suo padre e tutti gli uomini della sua tribù che erano stati affrancati abbracciarono l'Islam.
Di conseguenza, Juwayriyya sposò Maometto e, dopo il matrimonio, la vita della giovane sposa fu improntata a una profonda pietà e alla preghiera.

## Morte e inumazione
Morì a 68 anni, nel 676 e fu inumata come le altre mogli del profeta nel Jannat al-Baqīʿ. L'orazione funebre fu letta da Marwan ibn al-Hakam, all'epoca Wālī di Medina.

## Qualità
Juwayriyya è ricordata, oltre che per le sue virtù morali, anche per la bellezza fisica e si dice che quando ʿĀʾisha la vide per la prima volta, ne ammirò la grande avvenenza.